# Spratelloides gracilis
Spratelloides gracilis е вид лъчеперка от семейство Селдови (Clupeidae). Видът не е застрашен от изчезване.

## Разпространение и местообитание
Разпространен е в Австралия, Американска Самоа, Бангладеш, Бруней, Вануату, Виетнам, Джибути, Египет, Еритрея, Йемен, Израел, Индия, Индонезия, Йордания, Иран, Камбоджа, Кения, Кирибати, Китай, Малайзия, Малдиви, Маршалови острови, Мианмар, Микронезия, Нова Каледония, Оман, Остров Норфолк, Остров Рождество, Пакистан, Палау, Папуа Нова Гвинея, Провинции в КНР, Самоа, Саудитска Арабия, Сингапур, Соломонови острови, Сомалия, Судан, Тайван, Тайланд, Танзания, Токелау, Тонга, Уолис и Футуна, Фиджи, Филипини, Хонконг, Шри Ланка и Япония.
Обитава крайбрежията на океани, морета, лагуни и рифове. Среща се на дълбочина от 10 до 27 m, при температура на водата от 23,8 до 28,9 °C и соленост 32,2 – 35,1 ‰.

## Описание
На дължина достигат до 10,5 cm.